# Eparchie Wolodymyr-Wolynskyj und Kowel

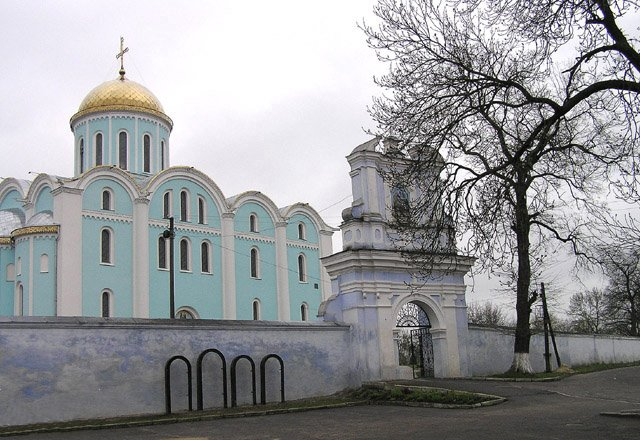
Mariä-Entschlafens-Kathedrale in Wolodymyr (2005)

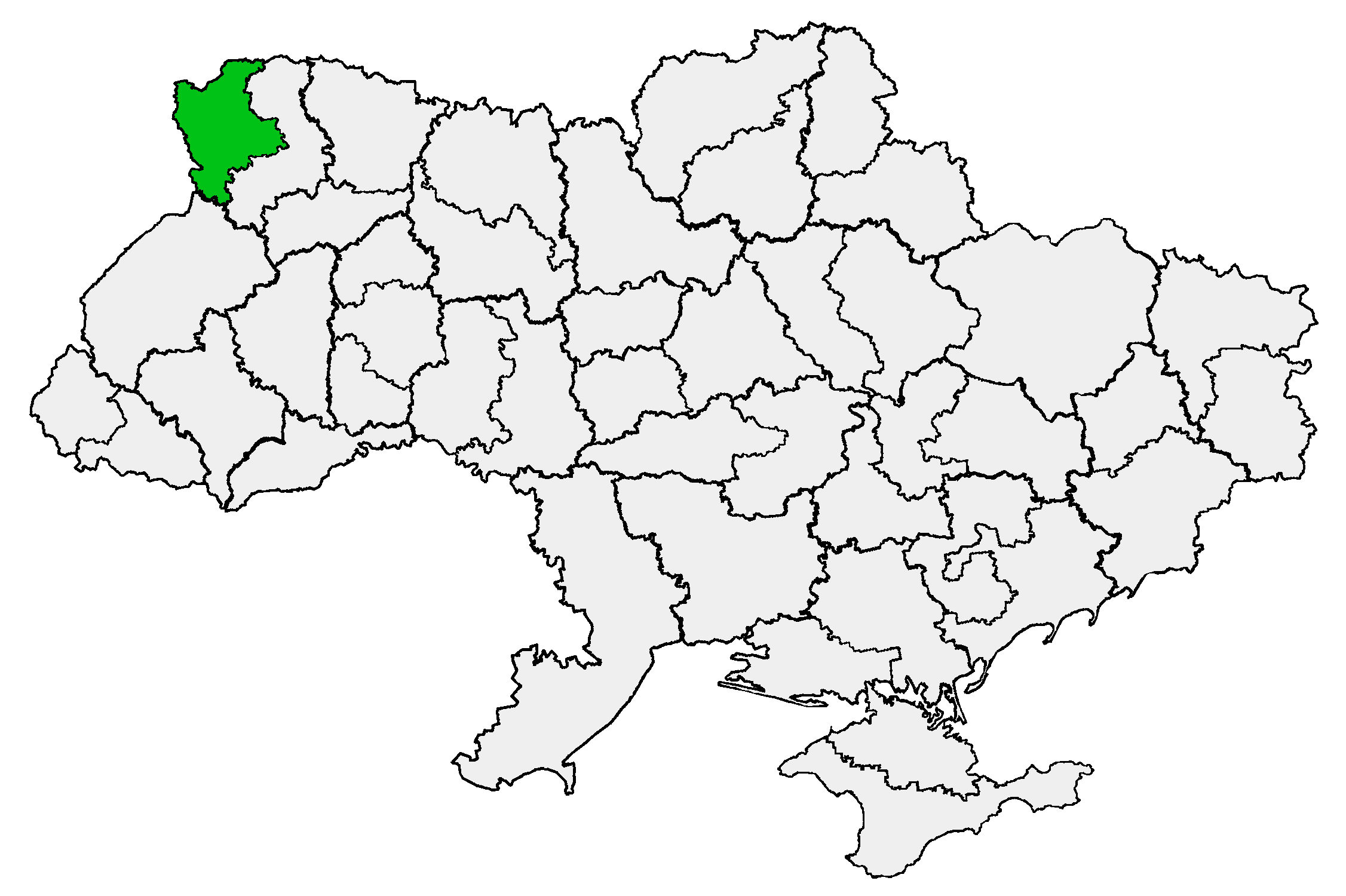
Eparchie Wolodymyr-Wolynskyj und Kowel

Die Eparchie Wolodymyr-Wolynskyj (ukrainisch Володимир-Волинська єпархія) ist eine Eparchie des Ukrainisch-Orthodoxen Kirche in der Oblast Wolyn.

## Geschichte
Die Eparchie geht auf die ältere Eparchie Wladimir-Wolynski zurück, für die erstmals für 992 ein Bischof erwähnt wurde.
Die heutige Eparchie Wolodymyr-Wolynskyj wurde am 3. Mai 1996 durch die Synode der Ukrainisch-Orthodoxen Kirche aus Gebietsabtretungen der Eparchie Wolhynien gegründet. Erster Bischof wurde Simeon Schostaky. 1999 erhielt die Eparchie das Bischofsschloss in Wolodymyr zurück.
Die Eparchie war zum Zeitpunkt ihrer Gründung in 167 Pfarreien unterteilt und zählte 148 Priester. Bis 2024 stieg die Zahl der Pfarreien auf 265 und die Zahl der Priester auf 291. Das Territorium der Eparchie ist in 16 Dekanate gegliedert (Stand 2021). Zudem unterhält die Eparchie eine eigene theologische Hochschule und ein Institut für Pädagogik in Nowowolynsk. Ferner gibt die Eparchie die Kirchenzeitungen Волинь Православна („Wolyn Orthodox“) und Наша Церква („Unsere Kirche“) heraus. Als Kathedrale fungiert die Mariä-Entschlafens-Kirche in Wolodymyr. Konkathedrale ist die Kathedrale der Heiligen Dreifaltigkeit in Kowel.
Auf dem Gebiet der Eparchie befinden sich außerdem fünf orthodoxe Klöster: das Kloster der Himmelfahrt von Swjatohirsk in Symne, das Kloster der Geburt des Heiligen Johannes des Täufers in Werbka, das Mariä-Himmelfahrt-Kloster in Nyskynytschi, das St.-Nikolaus-Kloster in Mylzi und das Peter-und-Paul-Kloster in Switjas.

## Bischöfe
- Simeon Schostaky, 1996–2007
- Nikodym Horenko, 2007–2011
- Wolodymyr Melnyk, seit 2011